# Johann Baptist Farina

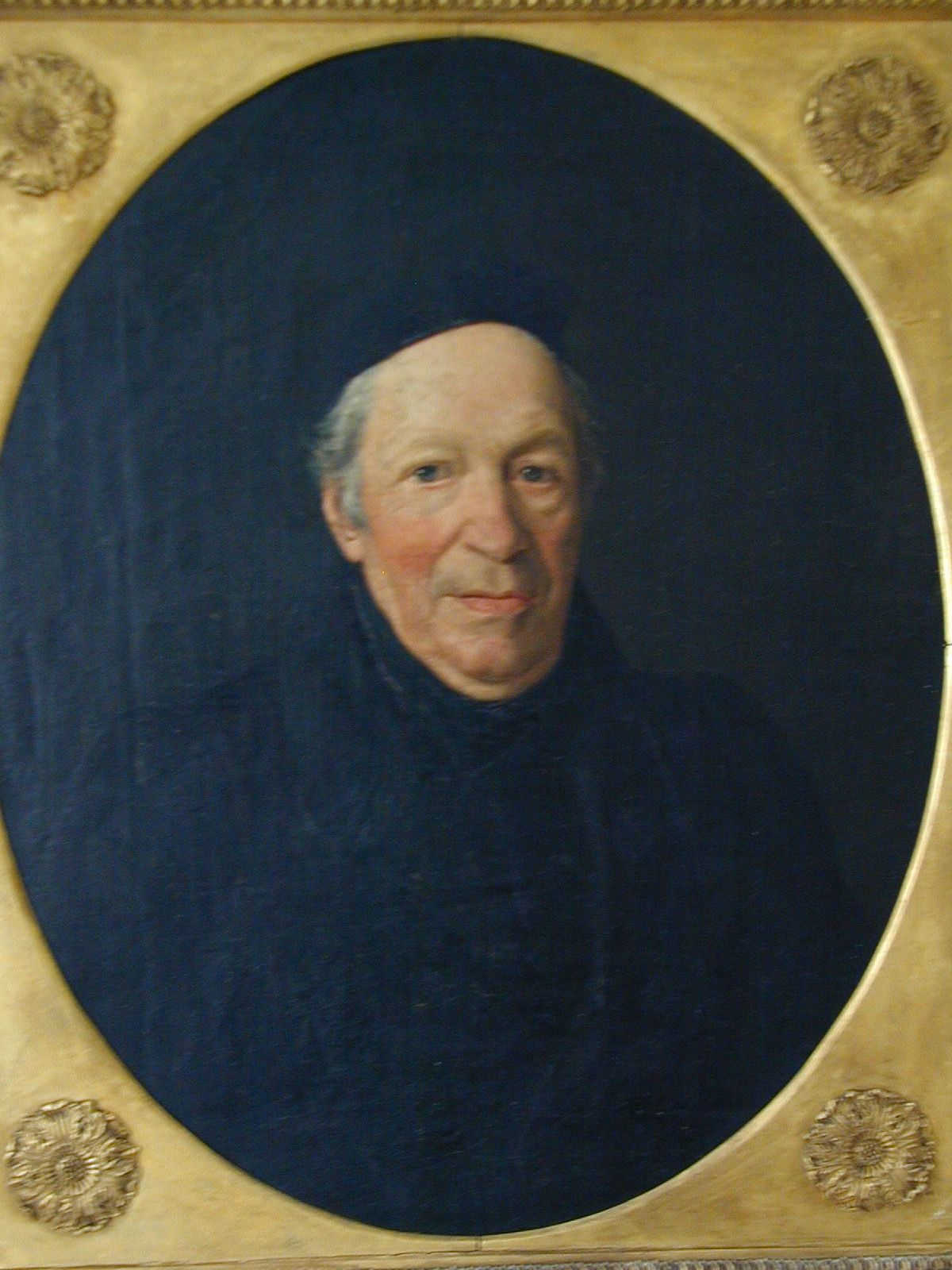
Johann Baptist Farina IV 1758–1844, (Gemälde von Simon Meister 1836)

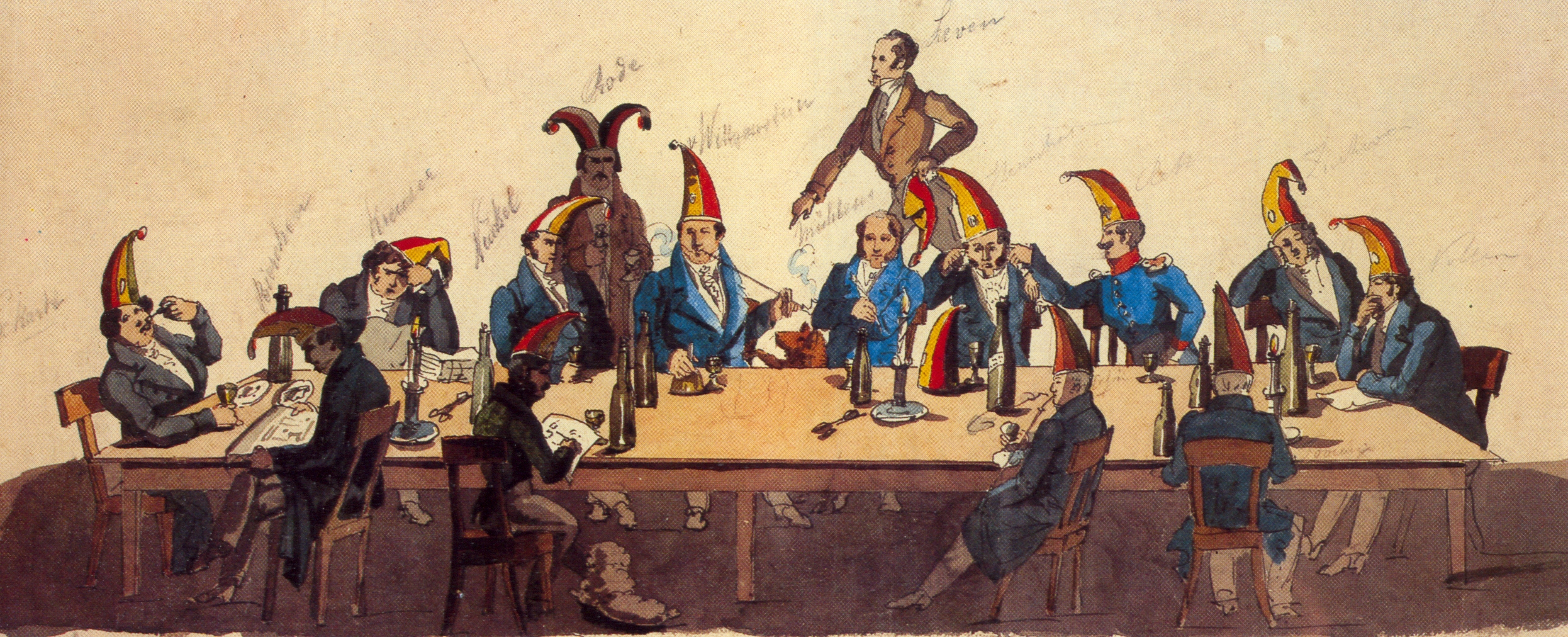
Der Vorstand der Großen Carnevals-Gesellschaft im Jahre 1828. Johann Baptist Farina sitzt vorne rechts

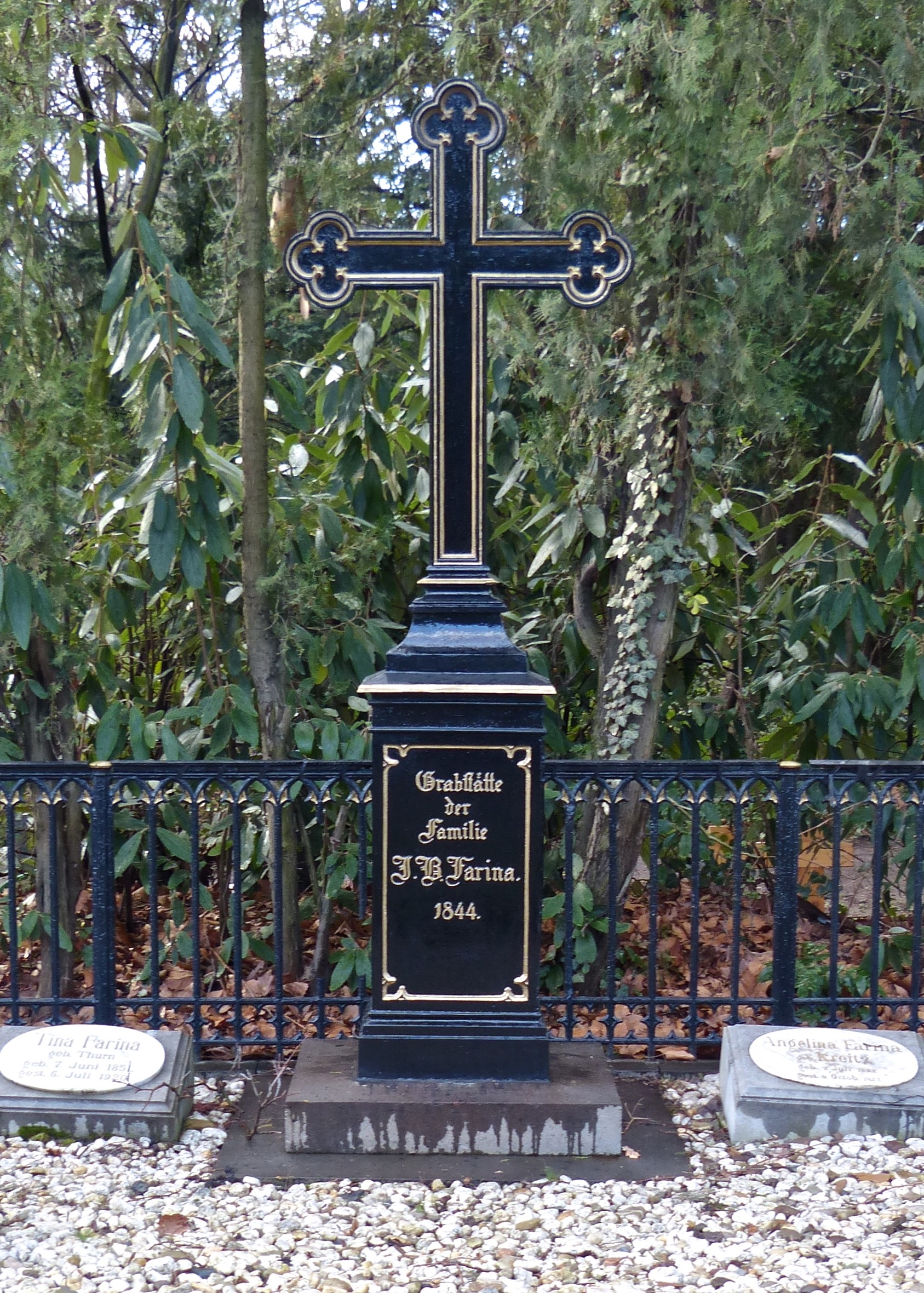
Grabanlage auf dem Melaten-Friedhof

Johann Baptist Farina (* 6. Februar 1758 in Köln; † 30. Januar 1844 ebenda) war ein Eau-de-Cologne-Fabrikant und Enkel des Gründers der ältesten Eau-de-Cologne-Fabrik Johann Maria Farina gegenüber dem Jülichs-Platz, gegründet 1709.
Farina ist ein Sohn von Johann Maria Farina III (1713–1792).
Er trug auch als Mitglied des Literaturkränzchens besonders zur „Reform des Kölner  Karnevals“ 1823 bei, die auch im gleichen Jahr zur Gründung der „Großen Carnevals-Gesellschaft“ (heutige: „Die Grosse von 1823“) führte. Die Initiative ging wohl von Mitgliedern der Olympischen Gesellschaft Köln, Ferdinand Franz Wallraf, Matthias Joseph de Noël und deren Freundeskreis sowie weitere Mitgliedern des Literaturkränzchens, die die Ideen für die Festgestaltung lieferten, aus. Hierzu gehörten u. a. Ernst Weyden, Christian Samuel Schier, Johann Baptist Rousseau, Wilhelm Smets und Emanuel Ciolina Zanoli. Ab dem Folgejahr trafen sich die Mitglieder der Grossen Carnevals-Gesellschaft jährlich um Neujahr zu einer Generalversammlung, um aus ihren Reihen ein „Festordnendes Comitée“ zu wählen, das die Organisation des folgenden Karnevalsfestes übernehmen sollte.
Farina starb am 30. Januar 1844 und wurde in Köln auf dem Melaten-Friedhof (Hauptweg) begraben.